# Leichtathletik-Halleneuropameisterschaften 2021/Teilnehmer (Zypern)
| Gelbes Symbol für Goldmedaillen mit stilisierten Olympischen Ringen | Graues Symbol für Silbermedaillen mit stilisierten Olympischen Ringen | Braundes Symbol für Bronzemedaillen mit stilisierten Olympischen Ringen |
| ------------------------------------------------------------------- | --------------------------------------------------------------------- | ----------------------------------------------------------------------- |
| —                                                                   | —                                                                     | —                                                                       |

Aus der Republik Zypern starteten zwei Athletinnen und ein Athlet bei den Leichtathletik-Halleneuropameisterschaften 2021 in Toruń.

## Ergebnisse

### Frauen

#### Laufdisziplinen
| Athletin          | Disziplin | Vorlauf | Vorlauf | Halbfinale         | Halbfinale         | Finale             | Finale             |
| Athletin          | Disziplin | Zeit    | Platz   | Zeit               | Platz              | Zeit               | Platz              |
| ----------------- | --------- | ------- | ------- | ------------------ | ------------------ | ------------------ | ------------------ |
| Olivia Fotopoulou | 60 m      | 7,43 s  | 31      | nicht qualifiziert | nicht qualifiziert | nicht qualifiziert | nicht qualifiziert |

#### Sprung/Wurf
| Athletin           | Disziplin  | Qualifikation | Qualifikation | Finale             | Finale             |
| Athletin           | Disziplin  | Weite         | Platz         | Weite              | Platz              |
| ------------------ | ---------- | ------------- | ------------- | ------------------ | ------------------ |
| Filippa Fotopoulou | Weitsprung | 6,46 m        | 14            | nicht qualifiziert | nicht qualifiziert |

### Männer

#### Laufdisziplinen
| Athlet           | Disziplin   | Vorlauf | Vorlauf | Halbfinale | Halbfinale | Finale             | Finale             |
| Athlet           | Disziplin   | Zeit    | Platz   | Zeit       | Platz      | Zeit               | Platz              |
| ---------------- | ----------- | ------- | ------- | ---------- | ---------- | ------------------ | ------------------ |
| Milan Traikovits | 60 m Hürden | 7,83 s  | 20      | 7,78 s     | 17         | nicht qualifiziert | nicht qualifiziert |